# Campeonato Europeu de Hóquei em Patins Masculino de 1927
O Campeonato Europeu de 1927 foi a 2.ª edição do Campeonato Europeu de Hóquei em Patins. Esta competição é organizada pelo CERH.

## Participantes
| Países     | Participação | Melhor Resultado |
| Inglaterra | 2.ª          | 1.º (1926)       |
| França     | 2.ª          | 2.º (1926)       |
| Alemanha   | 2.ª          | 3.º (1926)       |
| Suíça      | 2.ª          | 4.º (1926)       |
| Bélgica    | 2.ª          | 5.º (1926)       |
| Itália     | 2.ª          | 6.º (1926)       |
| ---------- | ------------ | ---------------- |

## Resultados
|            | Inglaterra | França | Suíça | Alemanha | Reino de Itália | Bélgica |
| ---------- | ---------- | ------ | ----- | -------- | --------------- | ------- |
| Inglaterra |            | 2-1    | 7-0   | 5-2      | 7-1             | 13-0    |
| França     |            |        | 3-3   | 6-3      | 6-1             | 7-2     |
| Suíça      |            |        |       | 4-2      | 4-0             | 8-0     |
| Alemanha   |            |        |       |          | 9-0             | 4-0     |
| Itália     |            |        |       |          |                 | 3-0     |
| Bélgica    |            |        |       |          |                 |         |

## Classificação Final
| Lugar | Seleção    | J | V | E | D | P  | GM | GS | Dif. |
| ----- | ---------- | - | - | - | - | -- | -- | -- | ---- |
|       | Inglaterra | 5 | 5 | 0 | 0 | 10 | 34 | 4  | +30  |
|       | França     | 5 | 3 | 1 | 1 | 7  | 23 | 11 | +12  |
|       | Suíça      | 5 | 3 | 1 | 1 | 7  | 19 | 12 | +7   |
| 4     | Alemanha   | 5 | 2 | 0 | 3 | 4  | 20 | 15 | +5   |
| 5     | Itália     | 5 | 1 | 0 | 4 | 2  | 5  | 26 | -21  |
| 6     | Bélgica    | 5 | 0 | 0 | 5 | 0  | 2  | 35 | -33  |

| Campeões Europeus 1927 |
| ---------------------- |
| Inglaterra             |
| INGLATERRA 2.º Título  |